# Demolicious
Demolicious — сборник американской панк-группы Green Day, выпущенный 19 апреля 2014 года.

## Об альбоме
Green Day неоднократно поддерживали День независимых музыкальных магазинов Record Store Day. О планах выпуска нового релиза группа сообщила поклонникам на своей официальной странице в сети Facebook. В пластинку вошли 18 ранее не обнародованных демо, акустическая версия «Stay the Night» и новая композиция «State of Shock». Весь материал был записан во время работы над концептуальной трилогией: ¡Uno!, ¡Dos!, ¡Tré!. Майк Дёрнт заранее опубликовал на своей официальной странице в Instagram обложку альбома.

## Выпуск
Новый сборник вышел 19 апреля 2014 года.
Представленная ниже история основана на данных сайта Discogs.
| Регион           | Дата           | Лейбл           | Формат | Каталог      |
| ---------------- | -------------- | --------------- | ------ | ------------ |
| США              | 19 апреля 2014 | Reprise Records | CD     | 541860-2     |
| США              | 19 апреля 2014 | Reprise Records | 2×LP   | 541860-1     |
| США              | 19 апреля 2014 | Reprise Records | CS     | 541860-4     |
| Европейский союз | 19 апреля 2014 | Reprise Records | 2×LP   | 9362-49387-4 |
| США              | 19 апреля 2014 | Reprise Records | 2×LP   | 541860-1     |

## Список композиций
Автором всех песен является Билли Джо Армстронг.
| №   | Название                    | Взята из альбома | Длительность |
| --- | --------------------------- | ---------------- | ------------ |
| 1.  | «99 Revolutions»            | ¡Tré!            | 3:48         |
| 2.  | «Angel Blue»                | ¡Uno!            | 2:46         |
| 3.  | «Carpe Diem»                | ¡Uno!            | 3:25         |
| 4.  | «State of Shock»            | Новая песня      | 2:27         |
| 5.  | «Let Yourself Go»           | ¡Uno!            | 2:57         |
| 6.  | «Sex Drugs & Violence»      | ¡Tré!            | 3:32         |
| 7.  | «Ashley»                    | ¡Dos!            | 2:50         |
| 8.  | «Fell For You»              | ¡Uno!            | 3:08         |
| 9.  | «Stay The Night»            | ¡Uno!            | 4:36         |
| 10. | «Nuclear Family»            | ¡Uno!            | 3:03         |
| 11. | «Stray Heart»               | ¡Dos!            | 3:42         |
| 12. | «Rusty James»               | ¡Uno!            | 4:09         |
| 13. | «A Little Boy Named Train»  | ¡Tré!            | 3:36         |
| 14. | «Baby Eyes»                 | ¡Dos!            | 2:22         |
| 15. | «Makeout Party»             | ¡Dos!            | 3:14         |
| 16. | «Oh Love»                   | ¡Uno!            | 5:02         |
| 17. | «Missing You»               | ¡Tré!            | 3:43         |
| 18. | «Stay The Night (Acoustic)» | ¡Uno!            | 4:36         |

## Участники записи
- Билли Джо Армстронг — вокал, гитара, пианино
- Майк Дёрнт — бас-гитара, бэк-вокал
- Тре Кул — ударные
- Джейсон Уайт — гитара, бэк-вокал

По данным Allmusic, приглашенных музыкантов не было.

## Позиции в чартах
| Год  | Страна | Позиция |
| ---- | ------ | ------- |
| 2014 | Италия | 31      |

## Комментарии
1. ↑  Акустический ремикс песни Stay The Night[2], находящейся на оригинальном релизе альбома ¡Uno!.